# Hastings (Iowa)
Hastings es una ciudad ubicada en el condado de Mills en el estado estadounidense de Iowa. En el Censo de 2010 tenía una población de 152 habitantes y una densidad poblacional de 144,2 personas por km².

## Geografía
Hastings se encuentra ubicada en las coordenadas 41°1′30″N 95°29′41″O / 41.02500, -95.49472. Según la Oficina del Censo de los Estados Unidos, Hastings tiene una superficie total de 1.05 km², de la cual 1.05 km² corresponden a tierra firme y (0%) 0 km² es agua.

## Demografía
Según el censo de 2010, había 152 personas residiendo en Hastings. La densidad de población era de 144,2 hab./km². De los 152 habitantes, Hastings estaba compuesto por el 99.34% blancos, el 0% eran afroamericanos, el 0% eran amerindios, el 0% eran asiáticos, el 0% eran isleños del Pacífico, el 0% eran de otras razas y el 0.66% pertenecían a dos o más razas. Del total de la población el 1.32% eran hispanos o latinos de cualquier raza.